# Arawa pulchra
Arawa pulchra är en insektsart som beskrevs av Knight 1975. Arawa pulchra ingår i släktet Arawa och familjen dvärgstritar. Inga underarter finns listade i Catalogue of Life.